# Ortakentyahşi
Ortakentyahşi ist der Hauptort des Bucaks Ortakent und eine zum Kreis Bodrum gehörende Gemeinde in der Provinz Muğla im Südwesten der Türkei.

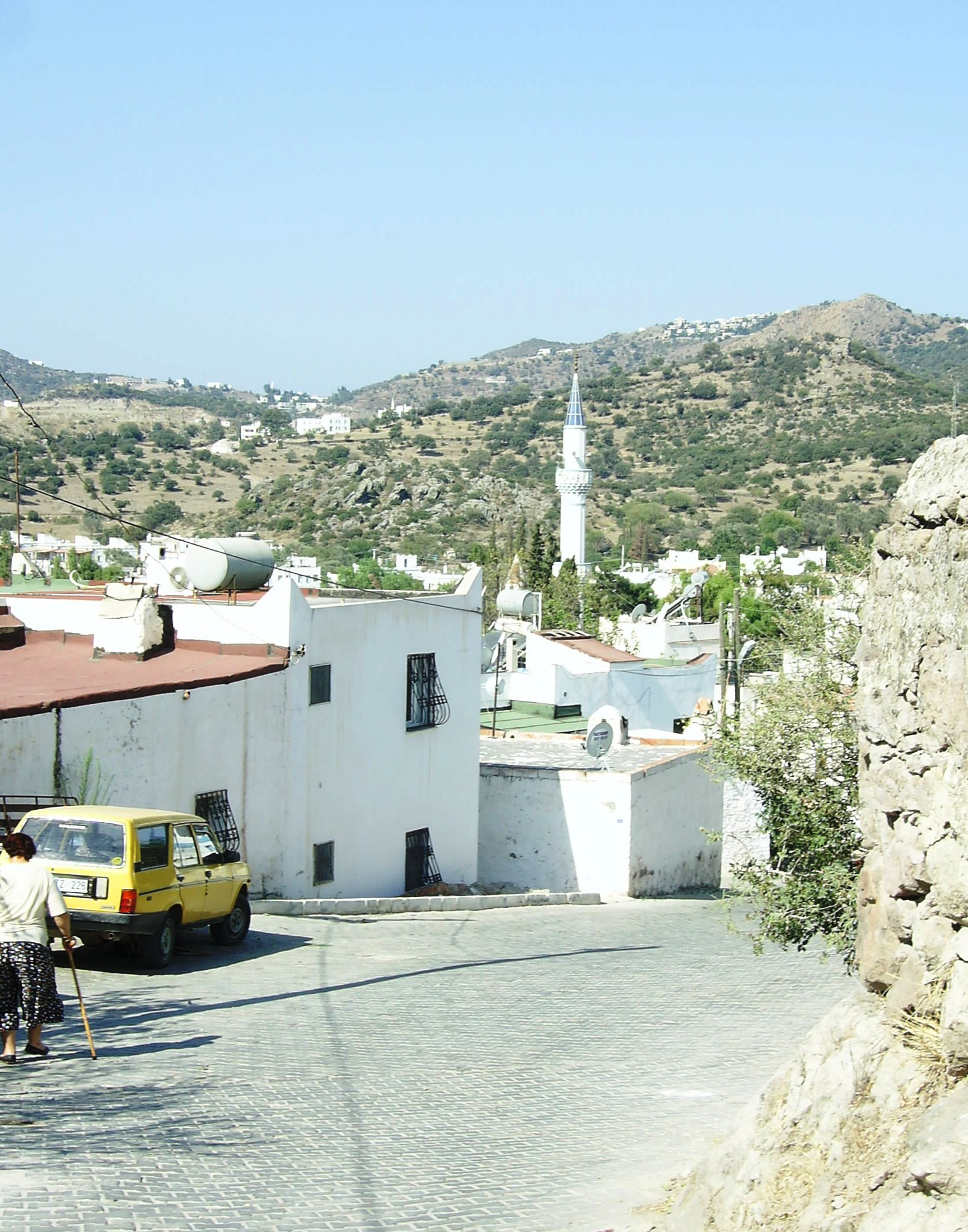
Straße in Ortakent

## Lage
Ortakent liegt in der Mitte der Bodrum-Halbinsel, an der die Stadt Bodrum mit dem Westen der Halbinsel (Turgutreis) verbindenden Hauptstraße. Die Gemeinde hat Zugang zum Ägäischen Meer an der Südküste der Halbinsel. Der Strandsiedlung ist die Insel Celebi Adası vorgelagert.

## Administration
Im Jahre 1999 wurde der benachbarte Ort Yahşi eingemeindet. Bürgermeister ist Mehmet Onur Şahbaz.

## Wirtschaft
Während in früheren Zeiten die Landwirtschaft eine große Rolle spielte (Anbau von Mandarinen, Feigen und Oliven; Rinderhaltung), gewinnt jetzt der Tourismus immer mehr an Bedeutung. In den letzten Jahren entstanden immer mehr Hotels und Restaurants. Auch eine Strandpromenade und ein Platz für Konzerte und Aufführungen wurde errichtet. Zwischen den Binnendörfern Ortakent und Yahsi und den dazugehörenden Stränden werden Ferienhaussiedlungen errichtet. An der Hauptstraße nach Bodrum befindet sich ein Aquapark. Jeden Mittwoch findet im Zentrum Ortakents ein Basar statt.
Anfang Januar ist Ortakent alljährlich Austragungsort eines Kamelkampfes.

## Bildung
Im Ort gibt es die öffentliche Dr.-Mümtaz-Ataman-Grundschule sowie die private Marmara-Schule mit Kindergarten, Grundschule und Gymnasium.

## Sehenswürdigkeiten
Im Ort gibt es zwei osmanische Verteidigungstürme, die Mustafa Paşa und sein Bruder Ahmet Paşa im 17. Jahrhundert errichten ließen.